# Psoralea
Genre
Synonymes
- Hallia Thunb.[2]

Psoralea est un genre de plantes à fleurs dicotylédones de la famille des Fabaceae, sous-famille des Faboideae, originaire des régions tropicales et tempérées, en particulier en Afrique australe, qui comprend une centaine d'espèces acceptées.

## Liste d'espèces
Selon The Plant List (20 septembre 2018) :
- Psoralea abbottii C.H. Stirt.
- Psoralea acaulis Steven ex M. Bieb.
- Psoralea aculeata L.
- Psoralea adscendens F.Muell.
- Psoralea affinis Eckl. & Zeyh.
- Psoralea alata (Thunb.) T.M.Salter
- Psoralea angustifolia L'Her. ex Aiton
- Psoralea aphylla L.
- Psoralea arborea Sims
- Psoralea archeri F.Muell.
- Psoralea argophylla Pursh
- Psoralea asarina (P.J.Bergius) T.M.Salter
- Psoralea australasica Schltdl.
- Psoralea axillaris L.f.
- Psoralea balsamica F.Muell.
- Psoralea californica S.Watson
- Psoralea canescens Michx.
- Psoralea castorea S.Watson
- Psoralea cinerea Lindl.
- Psoralea clementii Domin
- Psoralea connixa auct.
- Psoralea cordata (Thunb.) Salter
- Psoralea cuneata W.Fitzg.
- Psoralea cuspidata Pursh
- Psoralea cyphocalyx A.Gray
- Psoralea digitata Torr. & A.Gray
- Psoralea divaricata Willd.
- Psoralea douglasii Greene
- Psoralea effusa auct.
- Psoralea ensifolia (Houtt.) Merr.
- Psoralea eriantha Benth.
- Psoralea esculenta Pursh
- Psoralea exile auct.
- Psoralea fascicularis DC.
- Psoralea filifolia Eckl. & Zeyh.
- Psoralea glabra E.Mey.
- Psoralea glandulosa L.
- Psoralea glaucescens Eckl. & Zeyh.
- Psoralea glaucina Harv.
- Psoralea graveolens Domin
- Psoralea gueinzii Harv.
- Psoralea holosericea Barneby
- Psoralea hypogaea Torr. & A.Gray
- Psoralea imbricata (L.f.) T.M.Salter
- Psoralea implexa C.H.Stirt.
- Psoralea keetii H.M.L.Forbes
- Psoralea kraussiana Meissner
- Psoralea lachnostachys F.Muell.
- Psoralea laevigata L.f.
- Psoralea lanceolata Pursh
- Psoralea latestipulata Shinners
- Psoralea laxa T.M.Salter
- Psoralea leucantha F.Muell.
- Psoralea linearifolia Torr. & A.Gray
- Psoralea lupinella Michx.
- Psoralea macrophylla Small
- Psoralea martinii F.Muell.
- Psoralea melanocarpa Hemsl.
- Psoralea mexicana (L.f.) Vail
- Psoralea monophylla (L.) C.H.Stirt.
- Psoralea nodosa auct.
- Psoralea odoratissima Jacq.
- Psoralea oligophylla Eckl. & Zeyh.
- Psoralea onobrychis Nutt.
- Psoralea oreophila Schltr.
- Psoralea oreopolum auct.
- Psoralea pallida N.T.Burb.
- Psoralea palmeri Ockendon
- Psoralea papillosa auct.
- Psoralea pariensis S.L.Welsh & N.D.Atwood
- Psoralea parva F.Muell.
- Psoralea patens Lindl.
- Psoralea pinnata L.
- Psoralea plauta C.H.Stirt.
- Psoralea plumosa F.Muell.
- Psoralea pullata auct.
- Psoralea punctata Desv.
- Psoralea pustulata F.Muell.
- Psoralea ramulosa auct.
- Psoralea repens P.J.Bergius
- Psoralea restioides Eckl. & Zeyh.
- Psoralea reverchonii S.Watson
- Psoralea rhombifolia Torr. & A.Gray
- Psoralea rydbergii Cory
- Psoralea scaposa (A.Gray) J.F.Macbr.
- Psoralea simplex Torr. & A.Gray
- Psoralea speciosa Eckl. & Zeyh.
- Psoralea stipulata Torr. & A.Gray
- Psoralea strobilina Hook. & Arn.
- Psoralea subulata Bush
- Psoralea tenax Lindl.
- Psoralea tenuiflora Pursh
- Psoralea tenuifolia L.
- Psoralea tenuissima E.Mey.
- Psoralea testariae F.Muell.
- Psoralea triflora Thunb.
- Psoralea trinervata (Rydb.) Standl.
- Psoralea trullata C.H.Stirt.
- Psoralea verrucosa Willd.
- Psoralea virens W.Fitzg.
- Psoralea walkingtonii F.Muell.